# Diyarbakırspor
Diyarbakırspor es un club de fútbol de Turquía con sede en Diyarbakir. Se desempeña en Bölgesel Amatör Lig quinta división del país.

## Historia
Diyarbakırspor Jugó en la Superliga de Turquía durante 10 temporadas y la mejor posición fue 5.º en la temporada 1978-79. Los 6 puntos de Diyarbakırspor se dedujeron, ya que no había que pagar el cargo por transferencia de 189.879 euros de Borislav Mikic, que era un jugador de Bosnia para el 31 de julio de 2008. Pero esta decisión fue revocada posteriormente. El club muestra un buen rendimiento en Bank Asya Primera División y garantizó volver a la Superliga de Turquía después del 1-1 con Manisaspor en partido de ida (3 de mayo) en la temporada 2008-09. Manisaspor también ganó una promoción en la misma temporada.

## Estadio
Estadio Diyarbakir (Turco: Diyarbakir Stadi) es un estadio multideportivo en Diyarbakir, Turquía. En la actualidad se utiliza sobre todo para los partidos de fútbol y es el estadio de Diyarbakırspor. El estadio tiene capacidad para 33.000 y fue construido en 1960.

## Presencias en torneos Nacionales
- Primera División: 1977-1980, 1981-1982, 1986-1987, 2001-2006, 2009-presente
- Segunda División: 1976-1977, 1980-1981, 1982-1986, 1987-2001, 2006-2009
- Tercera División: 1968-1976